# スラヴァ (セルビア正教会の習慣)

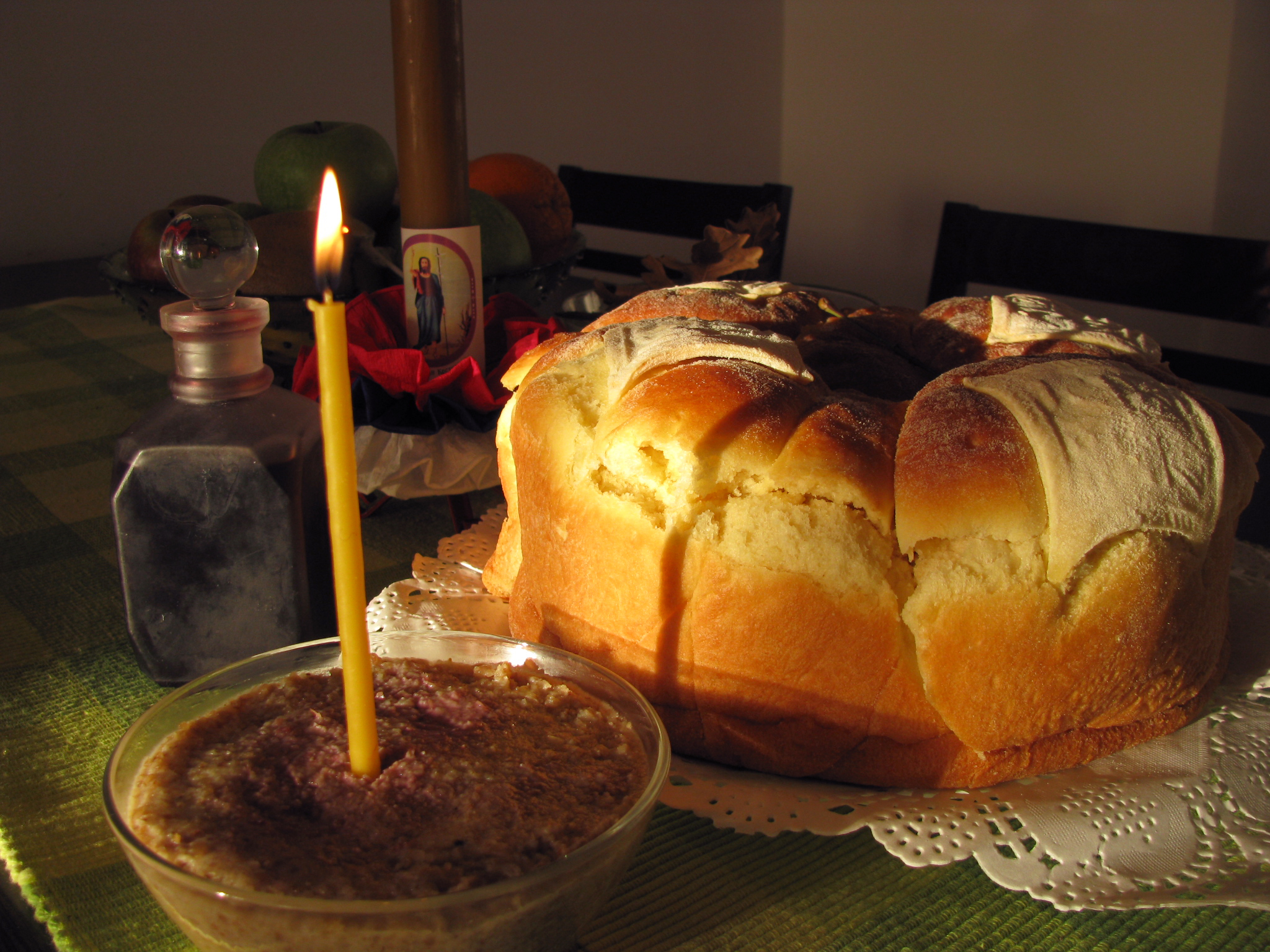
前駆授洗イオアンのスラヴァを祝う際の食卓。手前に蝋燭が差されているのは糖飯。

スラヴァ（スラバ、セルビア語: Слава / Slava）は、家族の守護聖人を称える正教会の習慣である。スラヴァの習慣があるのは主にセルビア人であるが、マケドニア共和国や、ブルガリア、一部ではクロアチア人やムスリムのゴーラ人にも見られる。

## 歴史
スラヴァは南スラヴ人がキリスト教を受け入れた9世紀ごろに始まった習慣と考えられている。同時期に多くの人々が同じ聖人の日に洗礼を受けたことに端を発するものとも、それぞれの氏族が氏族の守護聖人を定めたものとも言われるが、その他の人々は単にスラヴァとはそれ以前の異教の時代の守護神崇拝が姿を変えたものだと考えている。この当時、新しくスラヴァを受け入れることで、聖人によって救いを受けることができるとされた。
彼らがキリスト教を受け入れる以前のスラヴァはスラヴ神話の名残とも考えられる。セルビア人たちはかつては強固なスラヴ神話信仰を持っており、セルビア最後のスラヴ神話の神殿であったスヴェントヴィトの神殿は14世紀にステファン・ウロシュ4世ドゥシャンによって破壊されるまで残っていた。このセルビアの土地柄からも、スラヴァがかつての信仰が姿を変えたものであることが示唆されている。しかしこの考え方も確立されたものではなく、スラヴァの起源については不明な点が多い。
スラヴァはセルビア正教会の大主教聖サヴァによって初めて教会法的に導入された。

## 習慣
スラヴァは守護聖人を称えるため、就いている職業によって称える聖人が違う。そのため、各々の家族が別々に自分の職の聖人を祝う（もちろん、複数の職業が同一の聖人と重なることもある）。スラヴァは父から息子へ受け継がれ、それぞれの家族が一堂に集まってスラヴァを祝う。また、一部の家族は自分の聖人とは別の聖人を限られた範囲で祝うことがある（例えば、妻が唯一の直系家族で、彼女がスラヴァを祝わないとその家族のスラヴァが絶えてしまうときなど）。そのスラヴァを小スラヴァ、もしくは前スラヴァと呼ぶ。息子家族が遠く離れた土地に住んでいる場合、父親の許可を得て父親家族と同じ日にスラバを祝うが、家長である父親が生きている間は父親の家でスラバを祝うのが普通である。
スラヴァの前の1週間は、スラヴァの日に領聖するため家族で断食をする。その間にスラヴァのための豪華な食事が用意される。その食事の中にはスラヴスキ・コラチュ（slavski kolač）とコリヴォ(koljivo）がある。スラヴスキ・コラチュはスラヴァ・ケーキを意味する。しかしケーキというよりはパンに近い。スラヴスキ・コラチュの上には十字と平和の鳩と一家の聖人に関係があるシンボルを描くのが普通である。コリヴォはジト（žito）とも呼ばれ、ゆでた小麦で作られる。小麦以外の部分はバラエティに富んでおり、しばしばクルミが入っていたり、香辛料や蜂蜜で味付けされたりする。小麦はハリストス（キリストのギリシャ語・スラヴ語読み）の復活と、死んだ家族の象徴である。あと、断食の期間がスラバにもつれこむかこまないかによって、残りのメニューに動物性のものが含まれるか含まれないか影響する。
スラヴァの当日には家族で奉神礼（聖体礼儀）に参祷し、領聖する。教会での奉神礼終了後、教区の聖職者が各家庭を訪れる。訪れた聖職者はスラヴスキ・コラチュやコリヴォに祝福を与え、スラヴァろうそくに火をともし、その家族の聖人についての話をした後、奉神礼を行う。また、必ず行うわけではないが、家に祝福を与え、その家の亡くなった親族に対してのちょっとした追悼をすることも一般的に行われている。
スラヴァの間のセルビア人の家は開放されており、来る者を拒まない。スラヴァの最中に誰でも招き入れるのは伝統的ではないと思われるが、セルビア人の家庭には自ら来ようと思って来た訪問者を追い返すのは、その人に対して無礼だし、何より恥だと考える向きがあるので、訪問者は追い返されることはない。
スラヴァの日は聖ニコラウス（Свети Никола）の12月19日（Никољдан）、聖ゲオルギウス（Свети Георгије）の5月6日（ジュルジェヴダン、Ђурђевдан）、洗礼者ヨハネ（Св. Јован Крститељ）の1月20日（Јовањдан）、サロニカの聖ディミトリウス（Св. Димитрије Солунски）の11月8日（Митровдан）などがある。